# Єймар Гомес
Єймар Гомес (ісп. Yeimar Gómez, нар. 30 червня 1992, Тадо) — колумбійський футболіст, захисник клубу Major League Soccer «Сіетл Саундерз» та національної збірної Колумбії. Виступав також за низку аргентинських клубів. Переможець Ліги чемпіонів КОНКАКАФ.

## Клубна кар'єра
Єймар Гомес народився 1992 року в колумбійському місті Тадо. Розпочав займатися футболом на батьківщині в юнацькій команді клубу «Бояка Чіко», а в 2009 році перейшов до школи аргентинського клубу «Росаріо Сентраль». У 2013 році клуб віддав колумбійського захисника в річну оренду до іншого аргентинського клубу «Тіро Федераль», після якої гравцець повернувся до «Росаріо Сентраль», та виступав у складі клубу з Росаріо до 2016 року, в якому футболіста віддали в піврічну оренду до аргентинського клубу «Арсенал» (Саранді).
У кінці 2016 року на правах постійного контракту Гомес перейшов до аргентинського клубу «Індепендьєнте Рівадавія». а в 2017 році став гравцем іншого аргентинського клубу «Уніон», у якому виступав до 2020 року.
У 2020 році Єймар Гомес перейшов до складу клубу Major League Soccer «Сіетл Саундерз». У складі американського клубу колумбійський захисник швидко став одним із гравців основного складу, кілька разів входив до символічної збірної ліги за сезон. У складі клубу в 2022 році футболіст став переможцем Ліги чемпіонів КОНКАКАФ.

## Виступи за збірну
У 2022 році Єймар Гомес дебютував у складі національної збірної Колумбії.

## Титули і досягнення
- Переможець Ліги чемпіонів КОНКАКАФ (1):

«Сіетл Саундерз»: 2022